# Luce (Film)
Luce ist ein US-amerikanisches Filmdrama von Julius Onah, das am 27. Januar 2019 im Rahmen des Sundance Film Festivals seine Premiere feierte und am 2. August 2019 in ausgewählte US-Kinos kam.

## Handlung
Es ist zehn Jahre her, seit Amy und Peter Edgar ihren Sohn adoptiert haben. Er stammt aus dem vom Krieg zerrissenen Eritrea und war sieben Jahre alt, als man ihn in die USA holte. Luce hat sich, nicht nur in sportlicher Hinsicht, zu einem All-Star-Schüler entwickelt, der von seiner Gemeinde in Arlington geliebt wird. Seine afroamerikanische Lehrerin Harriet Wilson glaubt, dass er ein positives Beispiel für die anderen ist. Sie ist allerdings besorgt, als Luce, der auch Anführer des Debattierteams ist, in einem Essay, das er aus der Sicht einer historischen Figur des 20. Jahrhunderts schreiben soll, alarmierende Aussagen über politische Gewalttaten macht. In Eritrea hatte Luce den Umgang mit Waffen gelernt, bevor er gehen konnte, und die Geschehnisse lassen ihn einfach nicht los.

## Produktion
Regie führte Julius Onah. Der Film basiert auf einem Drama von J.C. Lee, die dieses für den Film auch adaptierte. Die Filmmusik komponierten Geoff Barrow und Ben Salisbury. Der Soundtrack, der insgesamt 17 Musikstücke umfasst, soll am 2. August 2019 von Lakeshore Records und Invada Records als Download veröffentlicht werden.
Der Film wurde am 27. Januar 2019 im Rahmen des Sundance Film Festivals erstmals gezeigt. Dort sichten sich Neon und Topic Studios gemeinsam die Rechte am Film. Am 2. August 2019 kam der Film in ausgewählte US-Kinos. Anfang Oktober 2019 soll er beim London Film Festival vorgestellt werden.

## Rezeption

### Kritiken
Der Film stieß bislang auf die Zustimmung von 91 Prozent aller Kritiker bei Rotten Tomatoes und erreichte hierbei eine durchschnittliche Bewertung von 7,8 der möglichen 10 Punkte.
Peter Debruge von Variety schreibt, der in Nigeria geborene Regisseur Julius Onah gewähre einzigartige Einblicke. Erzählt durch die Augen der liberal gesinnten Eltern des jungen Mannes werde das progressive Publikum gezwungen, seine Annahmen über Luce in Frage zu stellen, einem vielschichtigen Charakter, der mit all den auf ihn projizierten Stereotypen ringt.

### Auszeichnungen
Black Reel Awards 2020
- Nominierung als Bester Independentfilm
- Nominierung für die Beste Regie (Julius Onah)
- Nominierung für die Beste Nachwuchsregie (Julius Onah)
- Nominierung für das Beste Drehbuch (J.C. Lee und Julius Onah)
- Nominierung als Bester Hauptdarsteller (Kelvin Harrison Jr.)
- Nominierung als Beste Nebendarstellerin (Octavia Spencer)[6]

Hollywood Critics Association Awards 2020
- Nominierung als Bester Independentfilm[7]

Independent Spirit Awards 2020
- Nominierung für die Beste Regie (Julius Onah)
- Nominierung als Beste Hauptdarsteller (Kelvin Harrison Jr.)
- Nominierung als Beste Nebendarstellerin (Octavia Spencer)[8]

NAACP Image Awards 2020
- Nominierung als Beste Nebendarstellerin (Octavia Spencer)
- Nominierung als Bester Independentfilm[9]

Sundance Film Festival 2019
- Nominierung für den Grand Jury Prize – Dramatic (Julius Onah)